# Johan Hård af Segerstad
Johan Hård af Segerstad, född i 26 september 1617 på Hjällö i Fågelås socken, Västergötland, död 24 september 1691 på Hjällö, var en svensk adelsman, militär och ämbetsman.

## Biografi
Johan Hård deltog i slaget vid Leipzig 1642 där han sårades. Är 1653 var han överstelöjtnant vid Skaraborgs regemente och 1656-1658 överste och chef för samma regemente. Johan Hård blev 1658 kommendant i Helsingborg och 1659 även  landshövding över en del av Malmöhus län. 
År 1665 blev han landshövding i Hallands län. Han befordrades 1666 till generalmajor och blev senare samma år vice guvernör i Skåne. Efter bara 16 dagar utsågs han dock åter till landshövding i Halland. Senare befordrades han till generallöjtnant och blev 1674 överkommendant i Halland.
Han deltog åtminstone 1668 vid Sveriges riksdag.

## Kuriosa

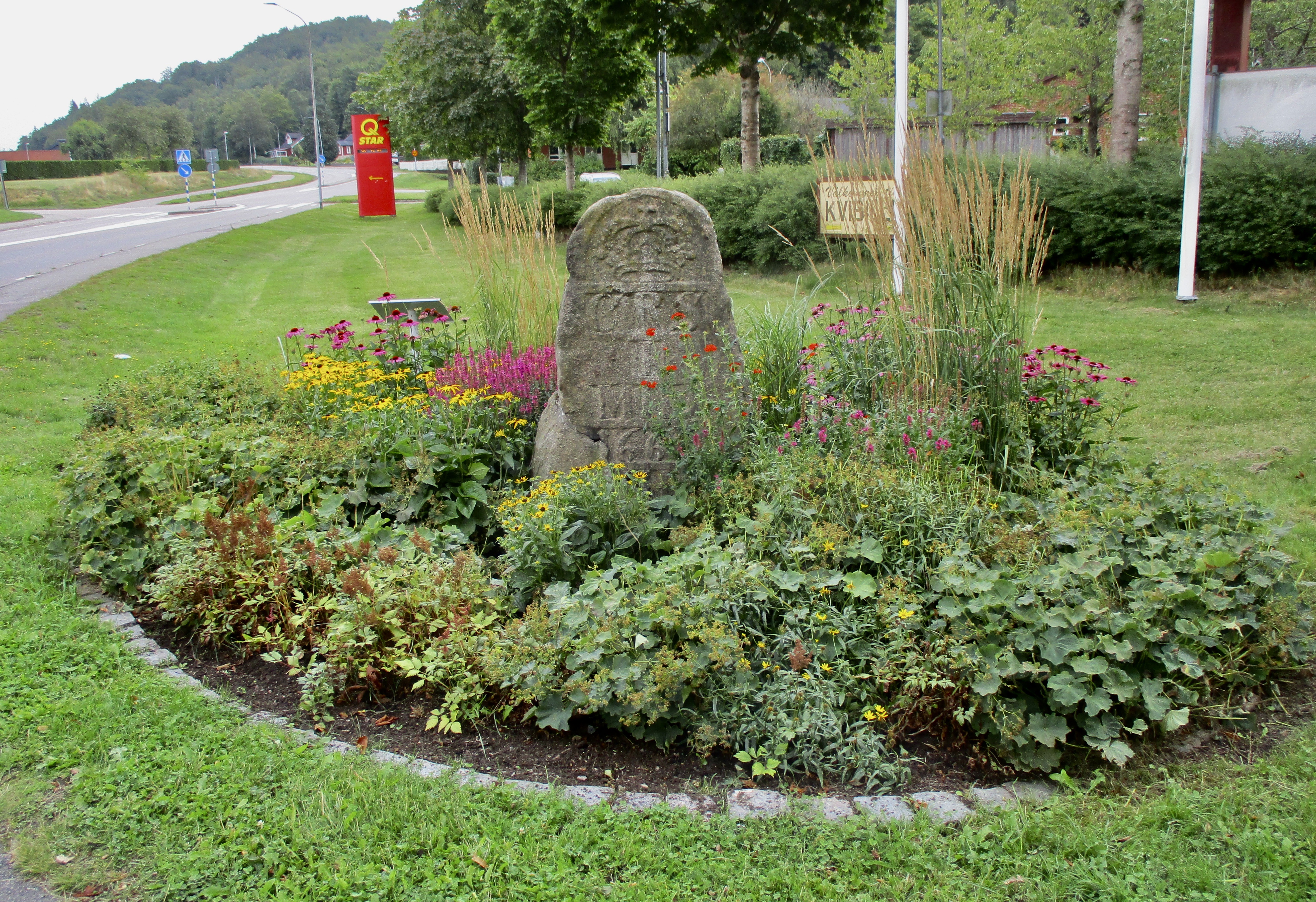
Milsten från 1666 i Kvibille, nära värdshuset.

Enligt muntlig tradition misstänkte Karl XI, att "IH" på 1666 års milstenar i Halland stod för Iohan Håård, då landshövding i Halland. På direkt fråga från konungen svarade Håård, att IH givetvis stod för "I Halland".